# Paul Évariste Parmentier
Pour les articles homonymes, voir Parmentier.
Paul Évariste Parmentier est un botaniste français, né le 29 avril 1860 à Semmadon et mort le 10 mai 1941 à Besançon.

## Biographie
Parmentier est instituteur dans le Jura de 1878 à 1881, puis professeur à Arbois de 1882 à 1889 et de Baume-les-Dames de 1889 à 1898. Il devient bachelier ès-sciences en 1886, puis licencié ès sciences naturelles à Besançon en 1889, puis docteur ès sciences naturelles à Lyon en 1892.
Il publie en 1896 une étude sur l'anatomie foliaire et raméale des Magnoliaceae, avec la description de 34 nouveaux taxons.
De 1898 à 1919, il est professeur de botanique agricole à la faculté des sciences de Besançon, puis de 1919 à 1930, professeur de botanique. Il dirige en outre la station agronomique de Franche-Comté de 1902 à 1920 ainsi que le laboratoire des recherches agricoles pour le service de répression des fraudes de 1908 à 1919.
Parmentier dirige la Société d’horticulture du Doubs de 1903 à 1941. Il fait paraître de nombreux travaux sur la botanique appliquée tant en agriculture qu’en horticulture ainsi que des travaux d’histologie et d’horticulture.

## Publications (sélection)
- « Histoire des Magnoliacées », Bulletin scientifique de la France et de la Belgique, n° 27, 1896, p. 159–337[3].
- En collaboration avec X. Gillot : « L'anatomie végétale et la botanique systématique. Nature hybride du Rumex Palustris Sm. », dans Bulletin de la Société Botanique de France, 1897, vol. 44, n° 4, p. 325-339 Lire en ligne.
- Recherches anatomiques et taxinomiques sur les rosiers, Masson, 1898.
- Traité élémentaire et pratique de botanique agricole, Doin, 1902.
- « L'agriculture en Syrie », dans Revue de botanique appliquée et d'agriculture coloniale, 2e année, n° 6, 28 février 1922, p. 43-56 Lire en ligne.